# Stefán Karl Stefánsson
En aquest nom islandès, el darrer nom és un patronímic, no pas un cognom. La manera de referir-se a aquesta persona és pel nom de pila.
Stefán Karl Stefánsson   (Hafnarfjörður, 10 de juliol de 1975 - Los Angeles, 21 d'agost de 2018) fou un actor de teatre, de cinema i de televisió d'origen islandès, més conegut pel seu paper a Vilamandra (LazyTown).
Morí el 21 d'agost de 2018 a causa d'un càncer de pàncrees del qual patia des de 2016.